# Psychotria biaurita
Psychotria biaurita là một loài thực vật có hoa trong họ Thiến thảo. Loài này được (Hutch. & Dalziel) Verdc. miêu tả khoa học đầu tiên năm 1975.